# Macclesfield (Karolina Północna)
Macclesfield – miasto w Stanach Zjednoczonych, w stanie Karolina Północna, w hrabstwie Edgecombe.